# Aure Atika

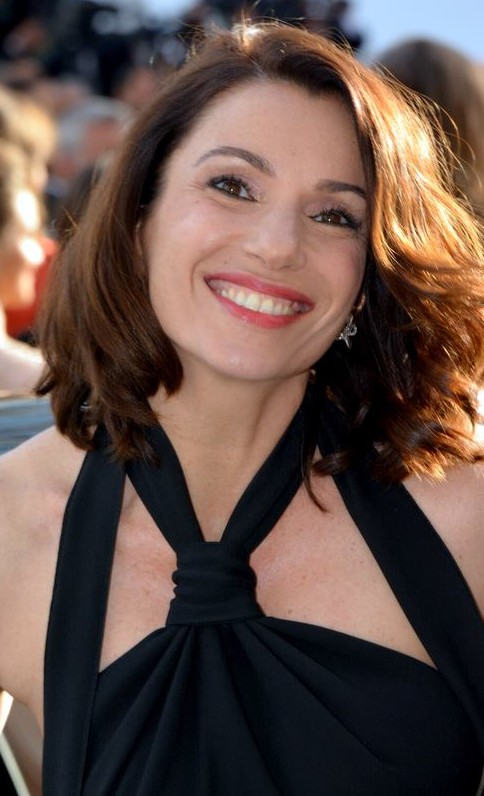
Aure Atika beim Filmfestival von Cannes 2017

Aure Atika (* 12. Juli 1970 in Monte Estoril, Portugal) ist eine französische Filmschauspielerin und Regisseurin.

## Leben
Aure Atika kam als Tochter einer Marokkanerin und eines Franzosen in Portugal zur Welt. An der École du Louvre studierte sie zunächst Rechtswissenschaften und anschließend Kunstwissenschaft. Ab 1992 stand sie des Öfteren vor der Filmkamera, war aber auch als Journalistin sowie als Animatorin bei Paris Première tätig. Ab 1997 konzentrierte sie sich verstärkt auf ihre Schauspielkarriere. In dem Thriller Cash Truck – Der Tod fährt mit (2004) sowie in der Agentenparodie OSS 117 – Der Spion, der sich liebte (2006) war sie jeweils neben Jean Dujardin auf der Leinwand zu sehen. In der kanadisch-deutschen Ken-Follett-Fernsehverfilmung Die Tore der Welt spielte sie Königin Isabella.

## Filmografie

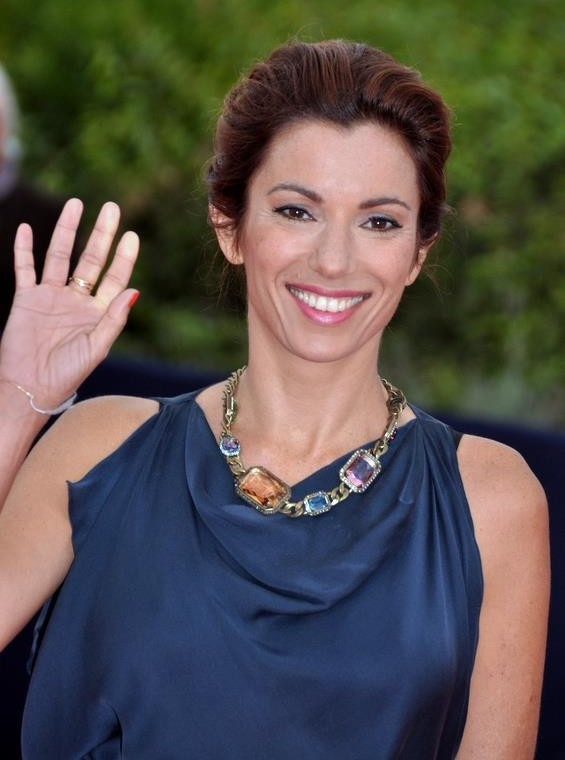
Aure Atika beim Festival des amerikanischen Films in Deauville 2012

### Schauspielerin
- 1979: Mädchenjahre (L’Adolescente) – Regie: Jeanne Moreau
- 1989: Première Framboise, Portrait de groupe #102 – Regie: Gérard Courant
- 1992: Sam suffit – Regie: Virginie Thévenet
- 1995: Toujours les filles souffriront d’amour – Regie: Béatrice Plumet
- 1997: Lügen haben kurze Röcke (La Vérité si je mens!) – Regie: Thomas Gilou
- 1997: Le Secret de Polichinelle – Regie: Franck Landron
- 1997: Vive la République! – Regie: Éric Rochant
- 1998: (G)rève party – Regie: Fabien Onteniente
- 1998: Liebe auf den sexten Blick (Bimboland) – Regie: Ariel Zeitoun
- 1999: Sandrine sieht rot (Trafic d’influence) – Regie: Dominique Farrugia
- 1999: Une vie de prince – Regie: Daniel Cohen
- 2000: Sur un air d’autoroute – Regie: Thierry Boscheron
- 2000: Voltaire ist schuld (La Faute à Voltaire) – Regie: Abdellatif Kechiche
- 2001: La Vérité si je mens! 2 – Regie: Thomas Gilou
- 2003: Mister V. – Pferd ohne Reiter (Mister V.) – Regie: Émilie Deleuze
- 2004: Le quattro porte del deserto – Regie: Antonello Padovano
- 2004: Turn Left at the End of the World (Sof Ha’Olam Smola) – Regie: Avi Nesher
- 2004: Cash Truck – Der Tod fährt mit (Le Convoyeur) – Regie: Nicolas Boukhrief
- 2004: Brüderliebe (Le Clan) – Regie: Gaël Morel
- 2004: Ten’ja – Regie: Hassan Legzouli
- 2005: Der wilde Schlag meines Herzens (De battre mon cœur s’est arrêté) – Regie: Jacques Audiard
- 2006: OSS 117 – Der Spion, der sich liebte (OSS 117: Le Caire, nid d’espions) – Regie: Michel Hazanavicius
- 2006: Comme t’y es belle! – Regie: Lisa Azuelos
- 2007: Vent mauvais – Regie: Stéphane Allagnon
- 2007: La Vie d’artiste – Regie: Marc Fitoussi
- 2008: 48 heures par jour – Regie: Catherine Castel
- 2008: Versailles – Regie: Pierre Schöller
- 2008: Crossfire (Les Insoumis) – Regie: Claude-Michel Rome
- 2009: Les Doigts croches – Regie: Ken Scott
- 2009: Mademoiselle Chambon – Regie: Stéphane Brizé
- 2010: Copacabana – Regie: Marc Fitoussi
- 2011: Familientreffen mit Hindernissen (Le Skylab) – Regie: Julie Delpy
- 2012: Die Tore der Welt (World Without End) (TV-Miniserie, vier Folgen) – Regie: Michael Caton-Jones
- 2013: Urlaub vom Führerschein (Tout est permis)
- 2014: Spin – Paris im Schatten der Macht (Les hommes de l’ombre)
- 2014: Ein Sommer in der Provence (Avis de mistral) – Regie: Rose Bosch
- 2014: Papa Was Not a Rolling Stone – Regie: Sylvie Ohayon
- 2016: The Night Manager (Fernsehserie, 1 Episode) – Regie: Susanne Bier
- 2018: Jonas – Vergiss mich nicht (Jonas)  – Regie: Christophe Charrier
- 2020: Zehn Tage ohne Mama (10 jours sans maman) – Regie: Ludovic Bernard

### Regie
- 2003: À quoi ça sert de voter écolo ?

## Auszeichnungen
- 2001: Prix d’interprétation Jean Carmet beim Festival Premiers Plans d’Angers für La Faute à Voltaire
- 2010: Nominierung für den César in der Kategorie Beste Nebendarstellerin für Mademoiselle Chambon